# Virginio Fasan (F 591)
Virginio Fasan (F 591) je protiponorková fregata Italského námořnictva, která je v aktivní službě od roku 2013. Jedná se o jednotku třídy Carlo Bergamini.

## Stavba lodi

Plán lodi Virginio Fasan (F 591)

Dne 31. března 2012 proběhlo v továrnách Fincantieri v La Spezii slavnostní spuštění lodi na vodu za přítomnosti náčelníka generálního štábu generála Biagia Abrateho, náčelníka štábu námořnictva admirála Bruna Branciforteho a generálního ředitele společnosti Fincantieri Giuseppe Bona. Křest lodi provedla paní Gina Fasanová, dcera poddůstojníka Virginia Fasana, po němž je loď pojmenována.

## Výzbroj
Loď je vybavena osmi vypouštěcími kontejnery pro čtyři protilodní střely Teseo Mk 2 a čtyři protiponorkové střely MILAS, jedním šestnáctinásobným vertikálním vypouštěcím zařízením Sylver A50 pro protiletadlové řízené střely Aster 15 nebo Aster 30. Dále je Virginio Fasan vyzbrojena dvěma 76mm lodními kanóny OTO Melara, dvěma dálkově ovládanými 25mm automatickými kanóny Oerlikon KBA a dvěma trojitými torpédomety pro 324mm torpéda MU90 Impact.